# Plectus palustris
Plectus palustris är en rundmaskart. Plectus palustris ingår i släktet Plectus och familjen Plectidae. Arten är reproducerande i Sverige. Inga underarter finns listade i Catalogue of Life.